# 氣泵裡的鳥實驗
《气泵裡的鸟实验》（英語：An Experiment on a Bird in the Air Pump）是于1768年德比的约瑟夫·赖特的布面油画作品，也是赖特于18世纪60年代的蜡烛场景系列作品之一。
自1863年，这幅油画一直藏于英国伦敦的國家美術館，且被认为是英国艺术的杰作之一。

## 历史背景

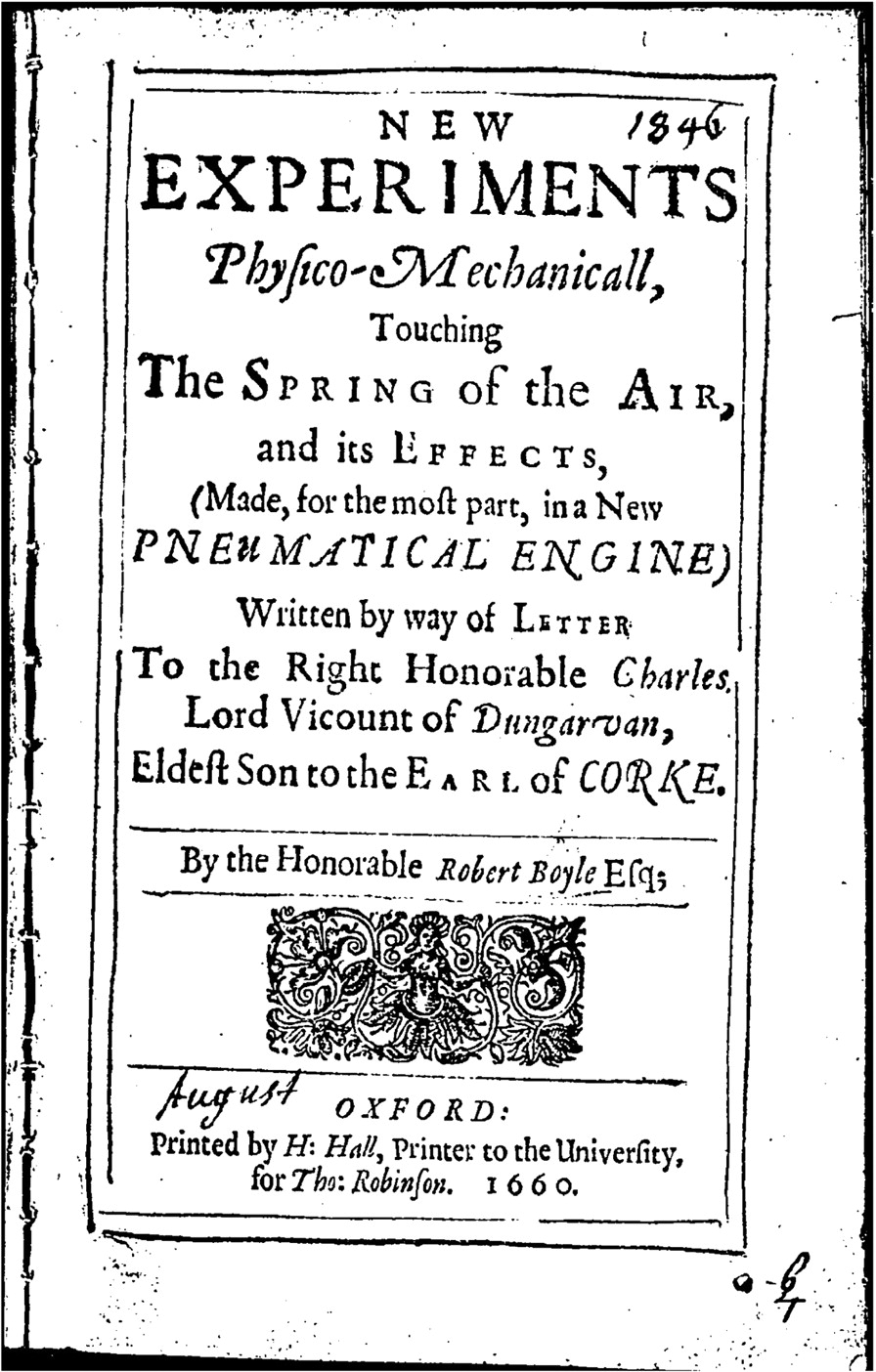
罗伯特·波义耳于1660年的《新实验》，文中详细描述了他是如何进行试验的。

1659年，罗伯特·波义耳受命建造一台现在叫做真空泵的空气泵。 空气泵最初是由奥托·冯·格里克 在1650年发明出来的，但因为它昂贵的造价，使得当时大多数科学家无法更多建造。做为理查德·波义耳的孙子，罗伯特·波义耳没有这些顾虑——在受命建造完第一台后，他又为自己改装建造了两台，并把1659年的第一台原始模型捐献给了皇家学会。除了波义耳这三台，恐怕当时（17世纪60年代）全世界这种机器也不会超过4台：克里斯蒂安·惠更斯在海牙有一台，亨利·保尔在哈利法克斯可能有一台，剑桥大学基督学院有一台，巴黎的蒙特摩（Henri Louis Habert de Montmor）有一台。波义耳的泵大部分是按照他自己的想法所设计，并由罗伯特·虎克负责建造。整台机器非常复杂，脾气火爆，运行起来问题百出，大多数演示只能由虎克亲自操刀，波义耳也经常将重要的公众演示交给虎克——他卓越的天资很适合搞这些技术。
尽管有很多操作和维护上的不足，建造这台空气泵使得波义耳能够进行很多有关空气属性的实验，这些实验都在他出版的《新机械物理实验——感受空气的活力及其效用（由新气压泵所完成的大部分实验）》一书中做了详细的描述。在书中，详细阐述了他所进行的，偶尔由虎克帮忙的43个实验，说明了空气在不同现象中的效果，波义耳试验了抽空空气时的氧化、磁场、声音及气压特性，检验了在不同物质上增加气压的效果。他列举了两个个基于活生物的实验：「40号实验」，检验昆虫在低气压下的飞行能力；令人咋舌的「41号实验」，说明了生物生存对空气的依靠。在试图揭示有关「大自然所提供给生物的肺，进行生存必须时的呼吸量到底有多少」的实验中，波义耳不厌其烦的更换了大量不同生物物种，包括鸟类、老鼠、鳗鱼、蜗牛和苍蝇等进行实验，研究他们在空气泵中，空气被抽走时的反应。他这样记述了当时的情景：

……小鸟看起来还是生龙活虎的，但是把空气抽干之后，明显变得萎靡不振，病怏怏的。很快出现通常家禽中所见不到的头部向后扭，在剧烈而不规律的抽动几下之后，小鸟翻动兩三次，然后胸部向上，头向下，脖子反拧着死掉了。

莱特做这幅画时，空气泵已经成为一个相对普通的科学实验设备了。「自然哲學的巡回演讲」——通常表演者多于科学家——经常把「动物在空气泵中的实验」作为他们公众表演的压轴戏。詹姆斯·弗格森，苏格兰天文学家，约瑟夫·赖特的老熟人、瑞恩·怀特胡斯特的老朋友，提到他们经常使用一个叫做「玻璃肺」的充满气体的气囊来代替动物进行实验，因为使用活的生物「对于任何一个有最低人格底线的人来说都过于震撼」。

## 画作

### 背景

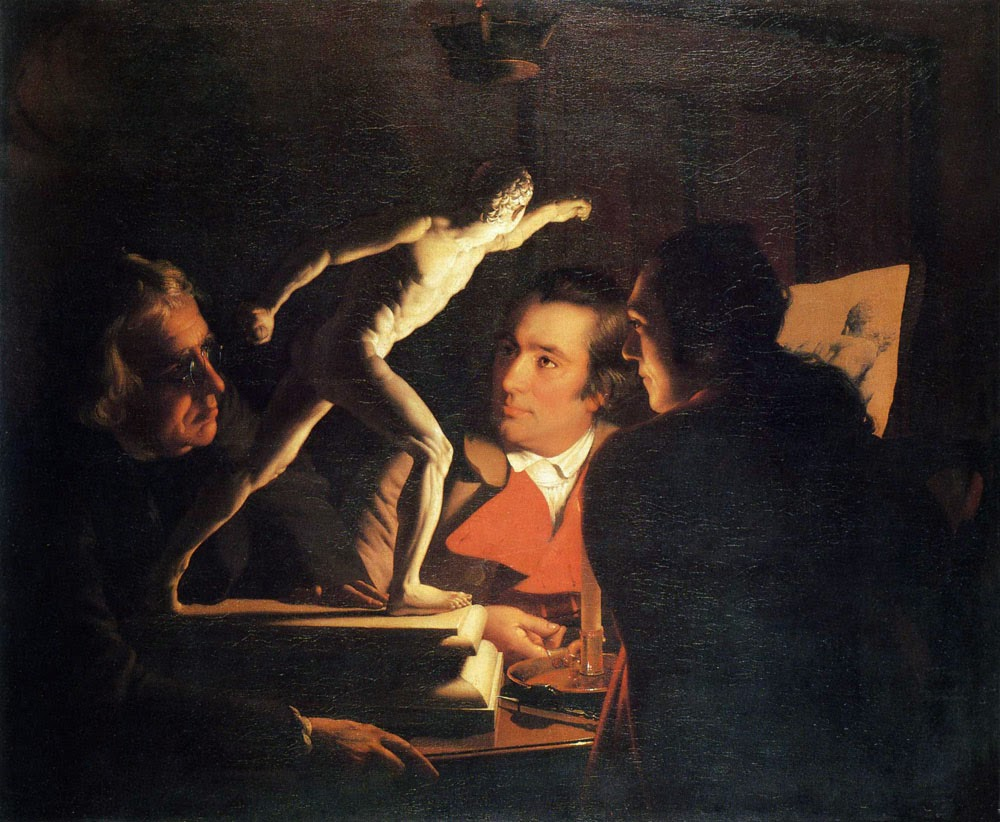
《烛光下观看角斗士的三个人》 （1765）

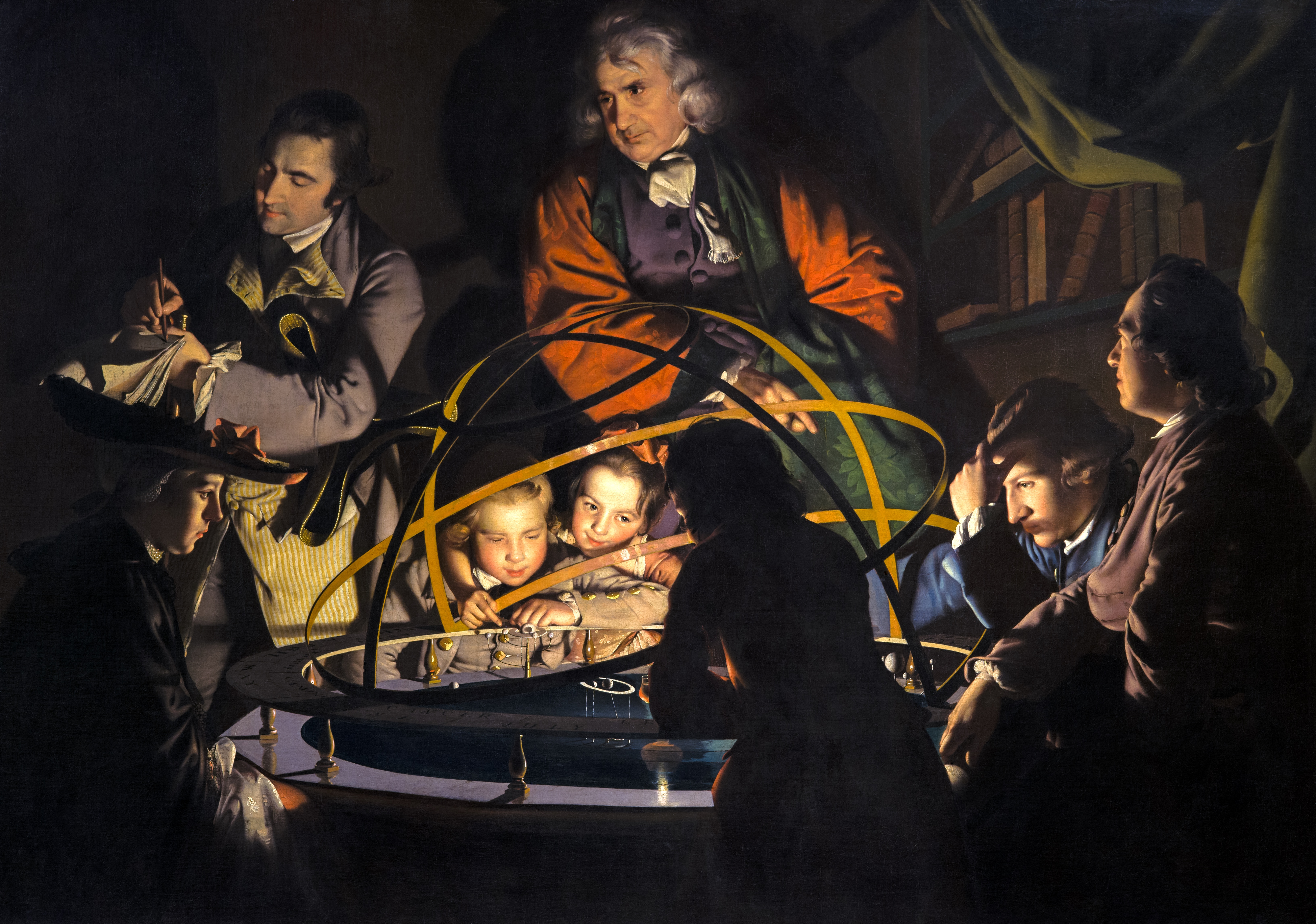
《太阳系》（1768）

莱特在学徒期和早期职业生涯中，就沉醉于肖像画。1762年，他已经成为一名成熟的肖像画家了。1764年，他的肖像组画《詹姆斯·沃斯及其妻女》被公认为是他的第一件杰作。本尼迪克特·尼克尔森认为莱特受汤姆斯·弗莱的作品影响较大；尤其受1762年弗莱死之前所完成的18个铜刻半身画像的影响。也许是弗莱所做的烛光图引起了莱特的兴趣，他由此开始了自己的一步步实践。他的第一次尝试，1762或1763年开始的着手的《烛光下读信的女孩》是这种风格的开始，虽然看起来并不复杂，但很吸引人。《气泵里的鸟实验》是莱特在1765至1768年间所做的烛光夜景画组成的一部分。他的第一件烛光杰作， 《烛光下观看角斗士的三个人》绘于1765年，画面表现了三个男人正在研究「包杰斯斗士」的模型。《角斗士》被广泛认可；但他的下一幅作品《哲学家正在做关于太阳系的讲演，并用一盏灯代替太阳》（通常缩记为《一个在做太阳系讲演的哲学家》或缩为《太阳系》），产生了很大的震动，因为他将画面中当时一个经典场面用科学自然现象来代替。莱特在作品中将这些奇迹描述为科学现象，打破了以前画家将这种现象描述为宗教事件的传统，对莱特来说，科技时代的奇迹与宗教绘画的主题一样的令人惊叹。当时的一份无名氏评论认为莱特是“一个十分特别的伟大而不同寻常的天才”。《太阳系》并不是委托作画，可能是期望由 华盛顿·雪莉购买，他是一个拥有自己的太阳系仪的天文学爱好者，当时正与莱特的朋友彼得·佩雷斯·伯德特在德比郡呆在一起。画面上的一些人物被认为正是描绘的伯德特与费勒斯，其中伯德特正在记笔记，而费勒斯和他的儿子正坐在太阳仪的旁边。
最终，费勒斯花了210英镑购买了这幅画，但是 伯爵六世却将画作拍卖掉了，如今，这幅画被德比博物館與藝術畫廊收藏。

## 说明
1. ↑  沙宾 1984, pp. 481-520
2. ↑  贾汀 2004, pp. 104–106
3. ↑  韦斯特 2005, pp. 31-39
4. ↑  波义耳 2003, p.41
5. ↑  Elliott 2000, pp. 61-100
6. 1 2  贝尔德 2003
7. ↑  Nicholson 1968, p. 39
8. ↑  Brooke 1991, p. 178
9. ↑  Nicholson 1968, p. 40
10. ↑  Solkin 1994, p. 234
11. ↑  Uglow 2002, p. 123